# 僑冠大廈

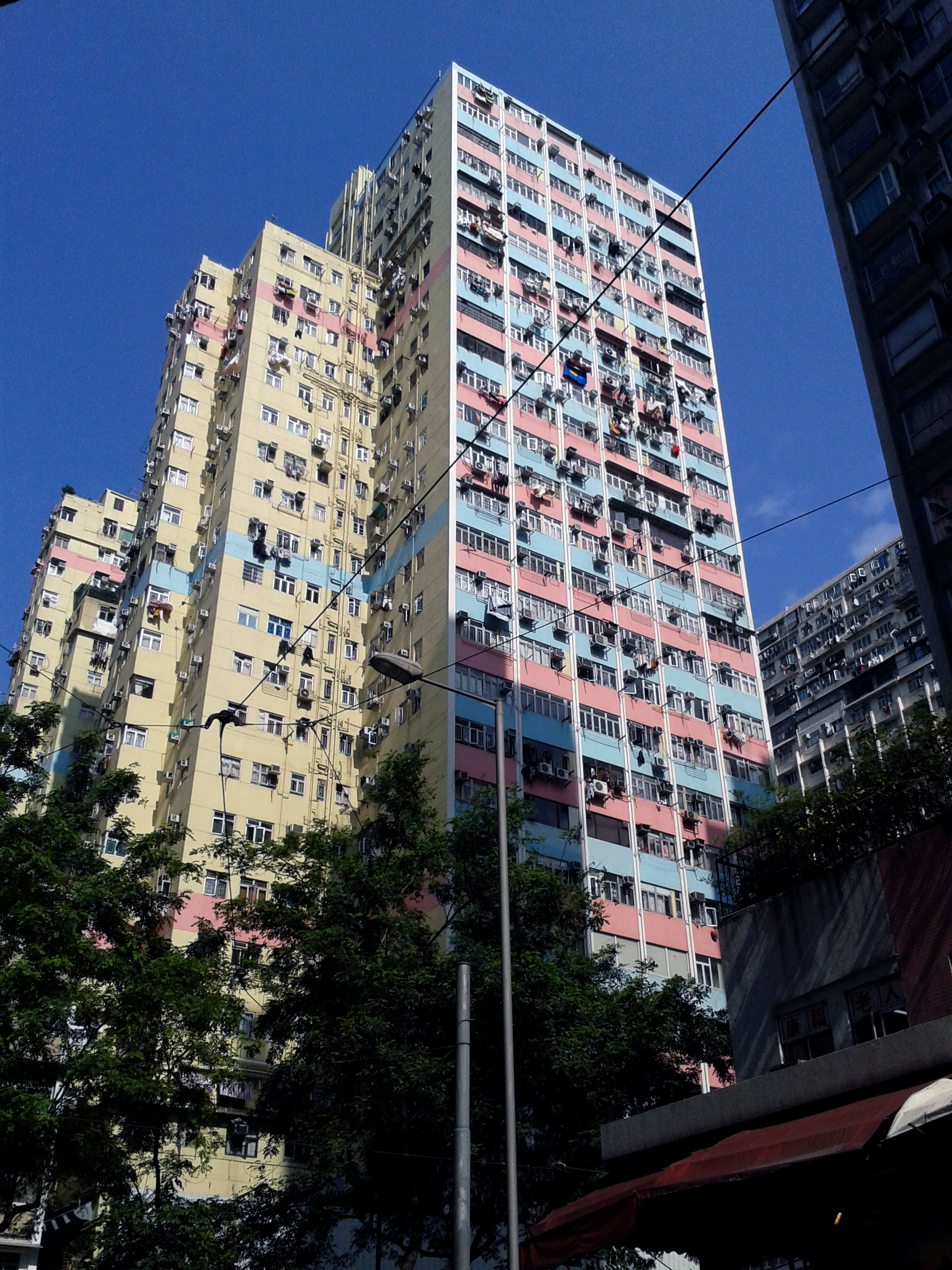
僑冠大廈A座之外觀（2012年4月）

僑冠大廈（英語：Kiu Kwan Mansion），位於香港北角英皇道395號，於1966年落成，樓高28層，建築高度95.12米（312.06英呎），分為A、B兩座，由余緒麟建築事務所設計，建築風格為現代主義。大廈位於香港島北角的英皇道與糖水道交界，鄰近北角春秧街街市區、北角港鐵站、北角碼頭和巴士總站、及香港電車北角總站，前身是商務印書館印書廠香港分廠，因此東面街道命名為書局街。

## 歷史

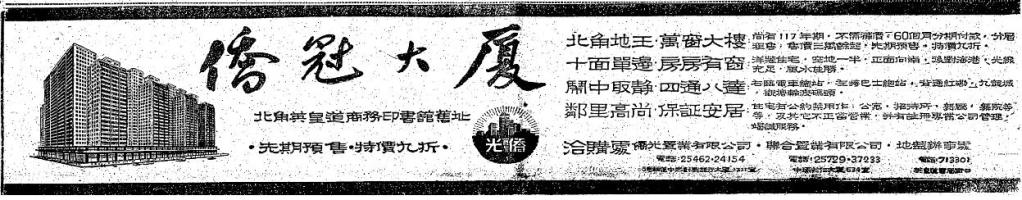
1964年僑冠大廈之售樓廣告強調交通四通八達

1963年5月15日，僑光置業有限公司（Kiu Kwan Estates Ltd）以港幣44,655,000元購入該地段，計劃興建4座住宅大樓，提供約1300個單位。當時僑光置業的董事長為著名僑商、南洋商業銀行創辦人莊世平。

按原來的規劃，僑冠大廈共分為A、B、B1、C四座，每座約有310個單位，合共16部電梯，單位實用面積由405至745呎不等，整個項目橫跨糖水道與書局街，合共提供超過1200多個單位，規模超越北角另一個大型住宅項目新都城大廈。根據1966年12月25日工商日報的報導，僑冠大廈是港九地區最高建築物（95.12米、312.06英呎）。

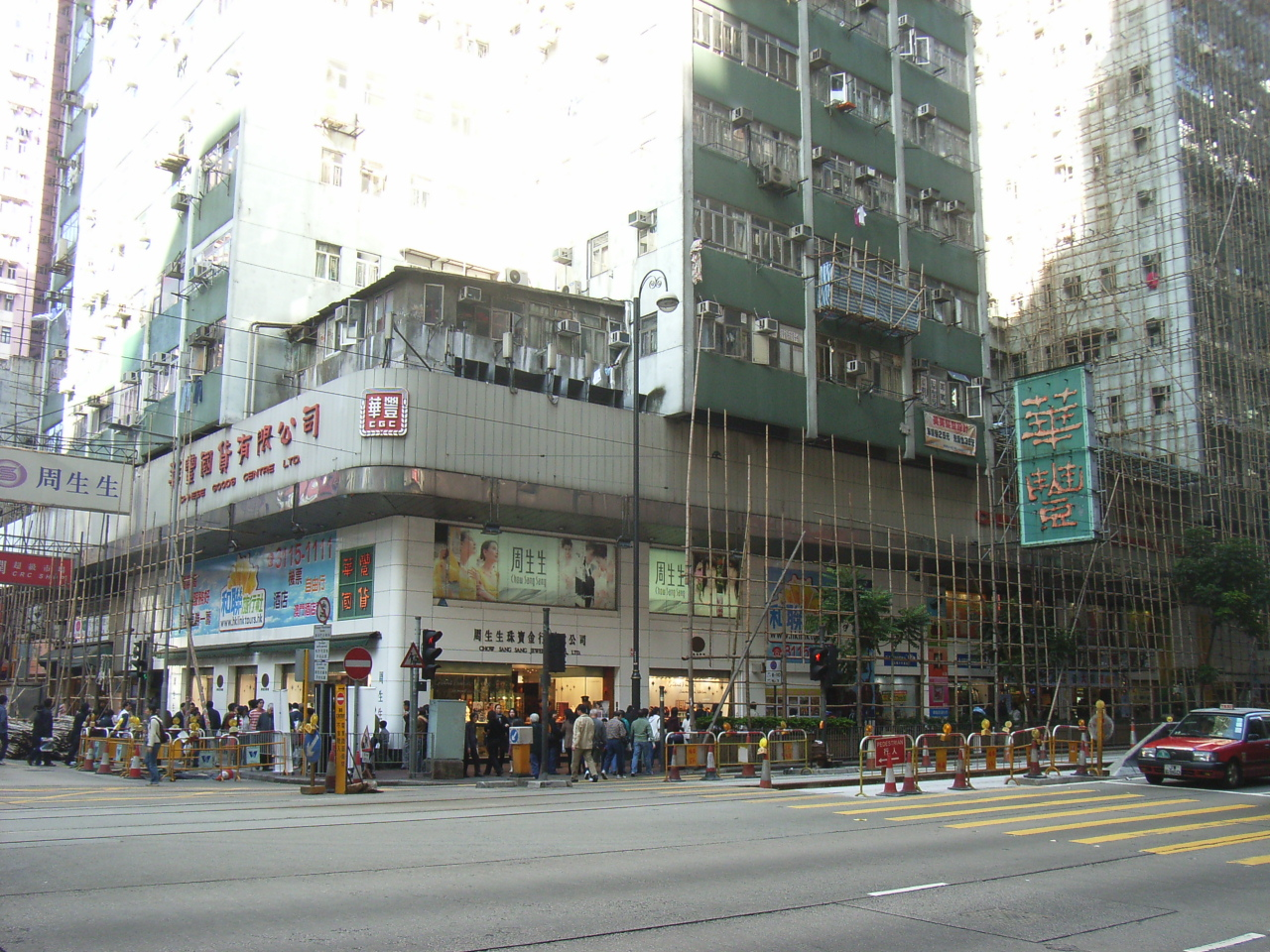
僑冠大廈以南的英皇道交通燈口

在1963年的原計劃中，僑冠大廈的A、C和B、B1兩座為對稱的建築物，共設有四個入口，A、C兩座為單邊建築，分別面向糖水道與書局街，低層一至三樓為佔地超過10萬平方呎的大型商場，設有行人通道連接糖水道、書局街與英皇道。惟有關計劃並沒有得以落實，經歷了1965年廣東信託銀行擠提事件、香港67暴動和67股災之後，僑冠大廈只按計劃興建了A、B兩座，提供合共624個單位，使用8部電梯。而B1、C兩座的地段後來興建了規模較小、設計較新但同屬僑光置業有限公司的僑輝大廈，即新光戲院的所在地。

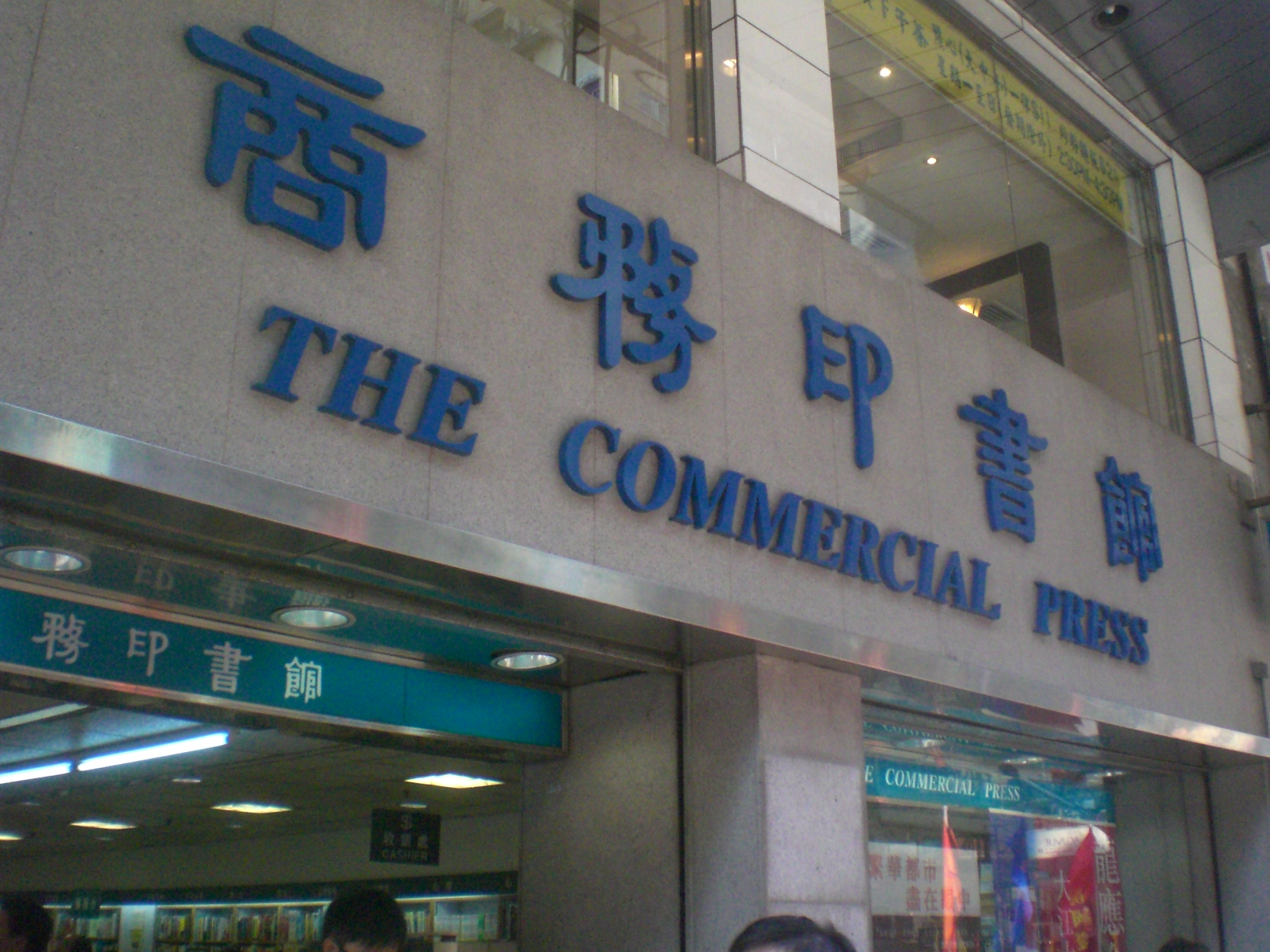
位於地舖的商務印書館

1965年9月8日，香港商務印書館北角分店於當日早上十一時正正式開幕營業，意味僑冠大廈的商場部分已正式運作，而該北角分店至今仍然在上址經營。
1965年9月18日，僑冠大廈商場部份的華豐國貨正式開業，請得吳楚帆、丁亮、苗金鳳、石慧、張瑛、傅奇、高遠、朱虹、王小燕、李嬙、上官筠慧、王葆真、陳綺華等紅星剪綵，並燃放150萬賀炮，長嗚45分鐘。華豐國貨至今仍然在上址經營。
1966年7月5日，僑冠大廈住宅部份竣工並取得入伙紙，住客開始收樓入住。
僑冠大廈剛落成之時，面向糖水道和英皇道的建築立面外牆面飾為白色馬賽克配搭湖水藍色馬賽克，其餘外牆為批盪配以白漆。基座商場之外牆面飾及地下電梯大堂之牆身為黑雲石配搭米色雲石地磚，有關設計與東英大廈相類似，是六十年代香港商業樓宇常見的裝潢設計。大樓東面立面之頂部左邊曾以紅漆寫上「僑冠大廈」四字，現已不存。

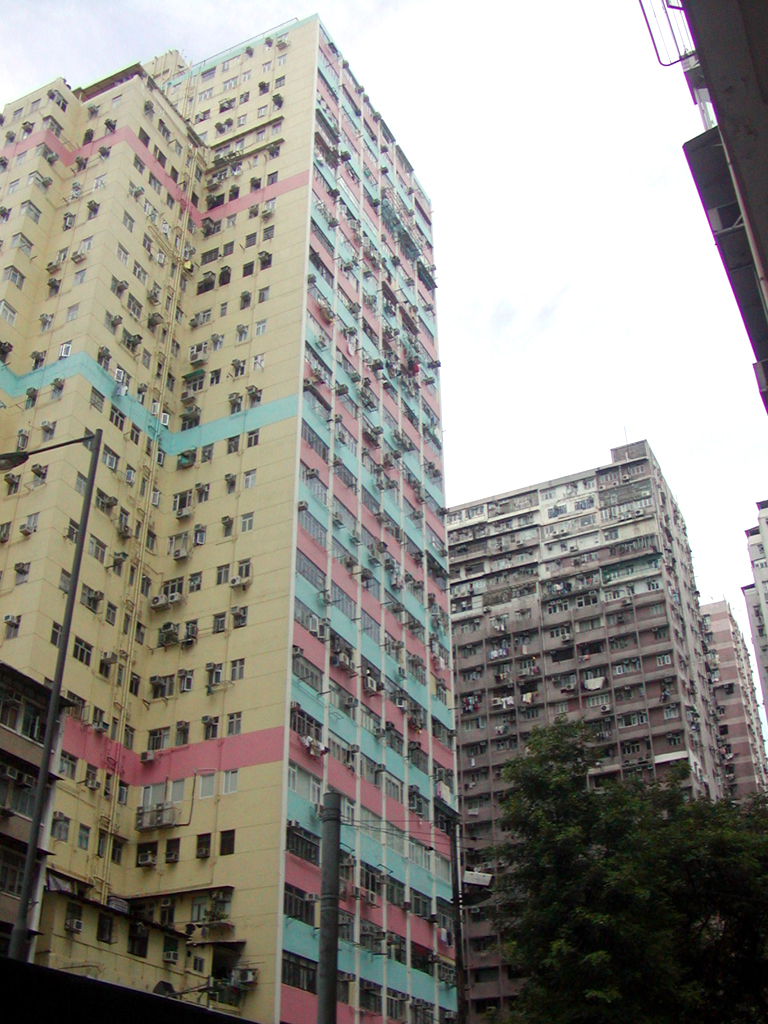
復修完成的僑冠大廈（2007年）

僑冠大廈現時的管理公司為澳大利物業管理，大廈公眾地方包括天台、後樓梯、後門、住戶信箱、地下電梯大堂等均設有24小時監察錄影系統，並提供24小時保安服務。

## 近況
- 自2013年5月起，僑冠大廈已具備讓網絡供應商向住戶提供「光纖入屋」服務之條件，惟服務之限制仍視乎個別住戶單位內之實際情況。
- 2014年12月8日，僑冠大廈A、B兩座之天線完成升級工程，所有住戶可合法地免費收看合共 23 個香港及內地之高清數碼電視頻道，包括:

及所有香港高清數碼及標清電視頻道。
- 2020年6月, 僑冠大廈A、B兩座完成全數消防設施，包括防煙門之維修工作。

## 特色
僑冠大廈是六、七十年代不少親北京團體的辦事處，緊鄰僑冠大廈東面的僑輝大廈亦是不少左派團體的根據地。包括中國銀行、南洋商業銀行、華僑商業銀行、金城銀行、鹽業銀行 、浙江興業銀行等中資銀行機構早年購入僑冠大廈大量單位用作職員宿舍或其他商住用途，令僑冠大廈成為英治香港時代中的中資銀行和機構旗下，最大規模和最集中結集的私人物業。僑冠大廈部分單位於1989年中以優先內部認購形式出售予銀行員工。至2004年，因應中國政府實施宏觀調控，中國銀行將手上仍持有的僑冠大廈單位大量放售，大廈管理權亦轉交業主立案法團委託專業物業管理公司接手。僑冠大廈、僑輝大廈和對面的新都城大廈圴為北角區內歷史背景較長的重要地標，而僑冠大廈本身在落成之時，一度成為北角區樓面面積最大、港九地區樓宇高度最高的住宅大廈。僑冠大廈地下的華豐國貨，於1965年開業，是香港一間歷史悠久、少數碩果僅存的國貨公司。

## 六七暴動
僑冠大廈最廣為香港市民熟悉的事件，在於1967年香港左派工會發動全港暴動，作為當時全香港最大的國貨公司華豐國貨的所在地，僑冠大廈、新都城大廈以及明園大廈（已拆卸重建）是當時左派工會份子的根據地。當時香港政府為了瓦解這個陣地，向駐港英軍借調直升機，實行從地面及天台兩面夾攻武力鎮壓。這一次直升機從天而降的場面，使當時的香港人十分震撼，有如被捲入戰爭之中。
1967年代的僑冠大廈，是整個香港最高的住宅建築物之一，其高達95.12米、樓高28層的高度使其住宅單位能眺望港島中區、灣仔、銅鑼灣以及九龍半島至鯉漁門一帶。其高度和位置具戰略價值。
1967年8月4日，英軍聯同香港警方發動「拂曉突擊」，從航空母艦HMS Hermes (R12)派出軍用直升機降落至僑冠大廈天台，軍警進入大廈逐家逐戶搜捕左派人士，主要目標之一為A座24樓4號室的學友社。當日英軍派出之直升機亦曾試圖降落至新都城大廈和明園大廈天台，惟該兩廈天檯面積不足以讓直升機降落，軍警遂游繩而下。大搜捕之翌日，位於僑冠大廈之華豐國貨公司竟能照常營業。隨後數月，香港警察曾多次重臨僑冠大廈搜查，因而被左派報章猛烈抨擊。

## 機構及團體

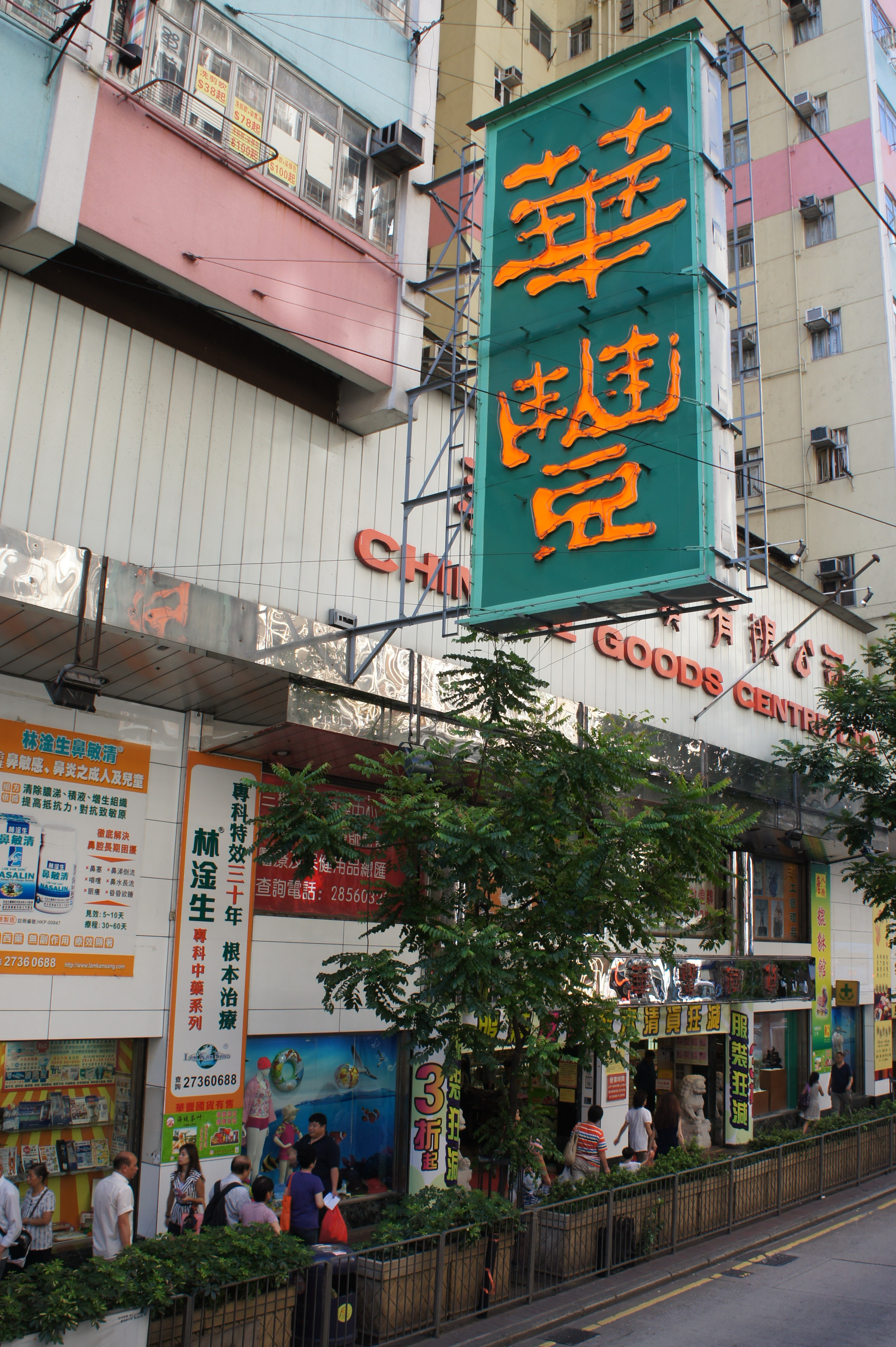
華豐國貨

僑冠大廈雖然是住宅大廈，但最低的三層是商場，其中大部份樓面由華豐國貨有限公司自1965年起便全資持有。一些同鄉會例如在香港福建社群規模和影響力都屬於數一數二、歷史攸久的香港福建同鄉會也設於大廈內內7樓，自66年已開始使用該層4個單位打通進行眾會，早年經常舉辦中港文化交流活動，故大廈間中會有特區政府官員和中國官方駐港人員出入。自66年以來學友社曾使有24樓A4室及其相連之平台作為會址，提供青少年活動和教學場地，惟上址已於2008年以390萬賣出，自此學友社在香港島再無辦事處。

## 鄰近環境
僑冠大廈所處地段為北角區最繁忙的區域之一，位於它西北面的春秧街街市是許多訪港旅客必遊的景點，充滿本土特色。而位於它西南面的的明園西街則為北角區另一條歷史悠久的街道，1966年香港雨災時曾經被洪水嚴重毀壞。
另外，在僑冠大廈附近的大廈亦是不少親北京團體及公司的所在地，商場部份之租戶亦以華資企業為主。在大廈A座大堂地下有華潤超級市場，和周生生珠寶金行，緊貼著華豐國貨、位處大廈B座大堂入口右邊的，就是商務印書館，二樓為三德素食館，旁邊還有中國銀行，然後就是僑輝大廈範圍內的新光戲院。對面馬路的新都城大廈亦設有交通銀行及中國工商銀行的分行。本來華豐百貨對面的敦煌酒樓亦是左派勢力範圍，他的老闆簡煥章是法輪功香港發言人簡鴻章的兄長。當時在香港的左派團體都必定會到該酒樓舉行各類活動，如春茗、團拜、酒會等。後來中共中央對法輪功展開打擊行動，可能由於簡鴻章是法輪功學員，因此所有左派團體即時取消所有在敦煌酒樓的預約。不到一年，敦煌酒樓立即因為周轉不靈而倒閉，上址曾由新都會大酒樓接辦，期後再由富臨皇宮接手，直至2021年結業。

## 香港電影
於2003年7月31日上映的港產片《雙雄》，曾經在僑冠大廈內拍攝一場槍戰，該影片由導演陳木勝執導，黎明、鄭伊健、吳鎮宇、林嘉欣、徐靜蕾領銜主演。

## 外部連結
- 1966年剛落成之僑冠大廈 （香港大學圖書館館藏） （页面存档备份，存于）
- 北角僑冠大廈 OTIS 升降機
- 為軍警的行動喝采！（工商日報社論 1967年8月5日） （页面存档备份，存于）
- . Centadata. 2012  [5 Aug 2013].

22°17′29″N 114°11′57″E / 22.2913°N 114.1993°E
1. ↑  .   [2025-02-10]. （原始内容存档于2021-03-24）.